# Stenoplax heathiana
Stenoplax heathiana är en blötdjursart som beskrevs av Berry 1946. Stenoplax heathiana ingår i släktet Stenoplax och familjen Ischnochitonidae. Inga underarter finns listade i Catalogue of Life.